# Ingalill Odhelius-Mutén
Inga Lilly Ingalill Odhelius-Mutén, född 7 december 1910 i Kungsbacka, död 17 april 1992 i Onsala församling i Hallands län, var en svensk konstnär och teckningslärare.
Odhelius-Mutén, som var dotter till Hjalmar Viktor Odhelius och Elin Maria Ahlmark, utexaminerades från Tekniska skolan i Stockholm 1936 som teckningslärare. Hon var sedan verksam som lärare vid Tekniska skolan 1939–1941, vid olika läroverk i Stockholm 1939–1963, vid Guldhedens folkskoleseminarium i Göteborg 1963–1969 samt som lektor vid Lärarhögskolan i Mölndal 1969–1972.
Hon ägnade sig även åt konstnärlig verksamhet. Hon ställde ut vid Ekströms konsthall i Stockholm 1940, i Kungsbacka 1941 tillsammans med Henrik Skagh och Björn Wennerberg, hos Vollmers-Meeths i Göteborg 1940–1948 samt i Gottskär, Marstrand och Åsa. Från 1957 hade hon även ateljéutställning i Onsala.
Hon målade blomstermotiv, stilleben och landskap från kusten av norra Halland och Göteborg främst i olja. Hon illustrerade även Onsalaboken 1973 samt Föreningsbankens årskatalog under 16 års tid.
Odhelius-Mutén finns representerad i Stockholms, Göteborgs och Kungsbacka kommuners samlingar.